# The Face Shop
The Face Shop hay THEFACESHOP là một công ty sản xuất, phân phối bán lẻ và nhượng quyền kinh doanh các sản phẩm chăm sóc da và mỹ phẩm thiên nhiên có trụ sở tại Hàn Quốc. Đây là một công ty con của LG Household & Health Care thuộc Tập đoàn LG.
Các sản phẩm chính gồm có các sản phẩm chăm sóc da, toàn thân, sữa tắm, trang điểm hướng đến cả nam lẫn nữ. Trụ sở chính của công ty là tòa nhà LG Gwanghwamun ở Jongno-gu, Seoul.

## Lịch sử
The Face Shop được thành lập vào tháng 12 năm 2003 với một cửa hàng ở Myeong dong với CEO của TheFaceShop Co., Ltd. là Jeong Un-ho (tiếng Hàn: 정운호). Cửa hàng thứ 100 được mở vào tháng 6 năm 2004, trở thành công ty mỹ phẩm lớn thứ 3 tại Hàn Quốc vào tháng 12 năm 2005. Từ đó tiếp tục được mở rộng và tiến vào thị trường nước ngoài trong tháng 4 năm 2006 và một cửa hàng ở Bắc Kinh vào tháng 3 năm 2008.
Hiện nay, công ty có các cửa hàng tại Úc, Brunei, Canada, Trung Quốc, Cộng hòa Dominican, Indonesia, Nhật Bản, Jordan, Malaysia, Mông Cổ, Philippines, Singapore, Đài Loan, Thái Lan, UAE, United States, Costa Rica, và Việt Nam. Tính đến tháng 4 năm 2012, công ty đã mở 930 cửa hàng tại 22 quốc gia.
Tháng 11 năm 2009, công ty được LG Household & Health Care mua lại và trở thành công ty con vào tháng 9 năm 2010. Tại thời điểm mua lại The Face Shop có doanh thu hằng năm đạt 250 tỉ ₩ với biên độ hoạt động là 19%. LG đã mua lại 90 cổ phần với 70.2% từ cổ đông lớn nhất, Shepherd Detachering B.V. và 19.8% trong 29.8% cổ phần của nhà sáng lập kiêm chủ tịch là Jung Woon-ho.
Số tiền tổng cộng thanh toán là 350 tỉ ₩ gồm 278.5 tỉ ₩ và 71.5 tỉ ₩ tương ứng phải trả.

## Sản phẩm
Các sản phẩm của thương hiệu rất đa dạng trải rộng từ trang điểm, dưỡng da như Hydro Splash BB Cream, Extreme Volume Mascara-Lash Stretch, Gel Eyeliner, và Natural Sun SPF 45.